# Fritz Wintersteller
Fritz Wintersteller (21 de octubre de 1927 – 15 de septiembre de 2018) fue un alpinista austríaco , que hizo la primera ascensión al Broad Peak junto a Hermann Buhl, Kurt Diemberger y Marcus Schmuck en 1957.
Aunque nunca fue una alpinista profesional, escaló casi todas las montañas de 4000 metros en los Alpes, incluyendo las primeras ascensiones de Hochkogel (cara norte) y Wiesspitze. Otras tres cumbres laterales de más de 4000 metros fueron consideradas por él como "no lo suficientemente hermosas" para escalar.
En sus últimos años, hizo viajes por Alaska haciendo viajes en esquí y rutas en rafting. Desde 2010, vivió en Salzburgo. Debido a las dificultades con sus caderas, pasaba la mayor parte del tiempo montando en bicicleta. [cita requerida]

## Primeras ascensiones
Fecha
- 1943
  - Kleines Fieberhorn, Torre sureste, variante V
  - Grosses Fieberhorn, Travesía sur, V−
  - Bratschenkopf, cara sur directa, V
- 1944
  - Zahringkogel, cara Oeste direct, V+
  - Watzmannfrau, Noroeste, travesía izquierda, V+
- 1945
  - Hochkogel, torra de la cara Noroeste, V
- 1946
  - Grosswand, Cresta sur, 1. Descenso en esquís
- 1948
  - Wiesspitze, cara oeste directa, V+
  - Lehender Kopf, cara oeste directa, V
- 1955
  - Falkenstein, Cresta Surete, III
  - Westbyfijell, Cara sur, III y cresta sureste, II
  - Snökuppelen, cara norte, IV
- 1957
  - Broad Peak 8030m, Forepeak el 29 de mayo
  - Broad Peak 8047m el 9 de junio
  - Skil Brum 7420m el 19 de junio[4]